# Брэндон, Элеонора
Элеонора Клиффорд, графиня Камберленд (англ. Eleanor Clifford, Countess of Cumberland; между 1518 и 1521 — 27 сентября 1547); урождённая леди Элеонора Брэндон, младшая дочь Чарльза Брэндона, 1-го герцога Саффолка, и Марии Тюдор, племянница короля Англии Генриха VIII. На основании близкого родства с династией Тюдоров Элеонора Брэндон фигурировала в завещании Генриха как мать возможных наследников английского престола.

## Биография
Элеонора приходилась младшей сестрой Генри Брэндону (1516—1522) и леди Фрэнсис Брэндон, двум старшим единокровным сёстрам от брака Чарльза Брэндона с Энн Браун — Энн и Мэри, а также старшей сестрой Генри Брэндону, 1-му графу Линкольну, и своим единокровным братьям Генри Брэндону, 2-му герцогу Саффолку, и Чарльзу Брэндону, 3-му герцогу Саффолку, от брака её отца с баронессой Кэтрин Уиллоуби де Эрзби. По линии своей матери, Марии Тюдор, леди Элеонора была племянницей короля Генриха VIII и, соответственно, внучкой короля Генриха VII. Для Чарльза Брэндона, герцога Саффолка, брак с Марией Тюдор был уже третьим. Его вторая жена Энн Браун была мертва, однако первая — Маргарет Невилл, брак с которой был аннулирован, здравствовала, когда он женился на Марии. Без разрешения на брак от папы римского его союз с Марией мог считаться недействительным, а его дети — незаконнорожденными, и это могло стать препятствием при заключении брачных альянсов. В мае 1528 года герцог Саффолк при содействии лорда-канцлера Томаса Уолси получил от папы Климента VII специальную буллу, подтверждавшую законность его браков с Энн Браун и Марией Тюдор и легитимность их потомков.
О детстве и юности Элеоноры известно немного. Точная дата и место её рождения не зафиксированы, как нет и никаких сведений об обстоятельствах её рождения, месте проведения её крестин и именах крёстных родителей. Она родилась приблизительно между 1518 и 1521 годами и, вероятно, получила своё имя в честь Элеоноры Австрийской, любимой сестры императора Карла V Габсбурга. Вопреки распространённому в те времена обычаю отправлять детей на воспитание в другие знатные семейства, Элеонора вместе с сёстрами и братьями оставалась дома под присмотром матери. Дети Брэндонов большую часть времени проводили в поместье Уэстхорп-холл в Мид-Саффолке, вместе с ними воспитывались и другие подопечные их родителей, среди которых была ровесница Элеоноры Кэтрин Уиллоуби и племянница Марии Тюдор Маргарет Дуглас.
Брак Элеоноры был организован без особых затруднений. Переговоры о свадьбе с наследником графа Камберленда начались ещё до 1530 года. В марте 1533 года, когда её сестра леди Фрэнсис вышла замуж за Генри Грея, 3-го маркиза Дорсета, состоялась помолвка Элеоноры с Генри Клиффордом, старшим сыном и наследником Генри Клиффорда, 1-го графа Камберленда, и Маргарет Перси. Жених Элеоноры состоял в отдалённом родстве с королевской семьёй по линии Маргарет Бофорт, матери Генриха VII, и в 1542 году, после смерти отца, Генри Клиффорд унаследовал титул графа Камберленда. До Пасхи 1535 года было получено королевское одобрение этого брачного союза, окончательные договорённости были достигнуты в мае. Брачный контракт предусматривал уменьшение выплат приданого Клиффордам в том случае, если Элеонора унаследует часть имущества Брэндонов после смерти её отца, герцога Саффолка.
После свадьбы леди Фрэнсис Мария Тюдор покинула двор вместе с обеими дочерьми, отправившись в Уэстхорп, где и умерла 25 июня 1533 года. На похоронах её дочери, Фрэнсис и Элеонора, выступили как «главные скорбящие», возглавляя процессию. В следующий раз леди Элеонора была назначена «главной скорбящей» на похоронах первой жены Генриха VIII, Екатерины Арагонской в январе 1536 года.
В июне 1537 года в присутствии короля и многочисленных придворных состоялась пышная свадьба Элеоноры Брэндон и Генри Клиффорда. Их дети:
- Леди Маргарет Клиффорд (1540 — 29 сентября 1596) — была замужем за Генри Стэнли, 4-м графом Дерби.
- Генри Клиффорд (умер в возрасте двух или трёх лет, похоронен в Скиптоне)[13].
- Чарльз Клиффорд (умер в младенчестве, похоронен в Скиптоне)[13].

27 сентября 1547 года, в возрасте около 28 лет, леди Элеонора Клиффорд скончалась. Спустя несколько лет Генри Клиффорд женился на леди Энн Дакр, в браке с которой родилось трое детей. Он умер в 1570 году и был похоронен рядом со своей первой супругой в скиптонской церкви в Северном Йоркшире.

## Роль в линии наследования
В 1543 году был составлен новый Акт о престолонаследии, третий по счёту. По первому Акту о престолонаследии, принятому в 1534 году, принцесса Мария Тюдор объявлялась незаконнорождённой, и наследницей становилась принцесса Елизавета. Второй Акт о престолонаследии (1536 год) провозглашал незаконнорождёнными всех здравствовавших на тот момент детей Генриха VIII (Марию, Елизавету и Генри Фицроя) и предоставлял королю право назначить преемника по своему выбору. Согласно третьему Акту преемником Генриха VIII был назначен его сын Эдуард, а вслед за ним те дети, которые могли родиться от Катарины Парр, ставшей женой Генриха 12 июля 1543 года. В том случае, если Эдуард умрёт, не оставив наследника, корона передавалась принцессе Марии и её возможному потомству, а затем принцессе Елизавете и её будущим детям. Завещание Генриха, составленное им в конце декабря 1546 года, включало в число наследников помимо его детей внуков его младшей сестры Марии Тюдор. Потомки его старшей сестры Маргариты, королевы Шотландии, были проигнорированы. Перечень наследников Генрих обозначил в следующем порядке:
- Эдуард, принц Уэльский, сын Генриха VIII и Джейн Сеймур;
- Леди Мария Тюдор, дочь Генриха VIII и Екатерины Арагонской;
- Леди Елизавета Тюдор, дочь Генриха VIII и Анны Болейн;
- Наследники леди Фрэнсис Грей, дочери Марии Тюдор и Чарльза Брэндона:
  - Леди Джейн Грей;
  - Леди Катерина Грей;
  - Леди Мария Грей;
- Наследники леди Элеоноры Клиффорд, дочери Марии Тюдор и Чарльза Брэндона:
  - Леди Маргарет Клиффорд.

Генрих VIII скончался 28 января 1547 года, Элеонора Клиффорд умерла в том же году, всего лишь на несколько месяцев пережив короля. Её дочь, леди Маргарет Клиффорд, которая многим позже в порядке престолонаследия поднялась с последнего на первое место, умерла раньше правившей на тот момент королевы Елизаветы, а её потомки не смогли занять трон из-за того, что преемником Елизаветы стал Яков I Стюарт.